# Мариндол
Мариндол (словен. Marindol) село у општини Чрномељ у Републици Словенији.
Село је значајно као једно од 5 села Беле Крајине и целе Словеније, насељених Србима током неколико протеклих векова.

## Историја
Село Мариндо је почетком 20. века било најзападније српско насеље, у Крањској. Територија места дотицала је леву обалу Купе, где се највише приближила стара саобраћајница "Луизинска цеста". Мариндол су у ужем смислу 1912. године чинили: Шобатовци или Шобатово село (са 169 душа), затим Милић село (са 113 душа) и Пауновић село (са 48 душа). Тада је забележено укупно 330 становника. Парохији су припадале и неке породице са стране, као две куће Чавића на брду Хлапнику и две куће Барјаковића у засеоку Вукобратима.
Мариндол је био српско етничко и православно "острво" у окружењу католичком. Становници су по почетка 20. века једини од крањских Срба сачували свој стари екавски говор, одело, обичаје и православну веру. Становништво мариндолско је било врло сиромашно и неуко, када је реч о трговини. Међутим, како је то село било дуго препуштено само себи, па се половина становника иселила у Америку.
Ту је 1903. године било 480 православних душа, а заједно са суседним српским место Бојанци, чини парохију III разреда. Та православна парохија се налази у "иноверном окружењу". У делу места званом "Милић село" је тада српска православна црква посвећена Св. апостолима Петру и Павлу, са парохијским домом. Парохију су 1912. године опслуживали калуђери из манастира Св. Василија у Гомирју. Црква је грађена 1858. године средствима државе и приложника. Због лоше градње али и потреса, храм је брзо пропао; испуцали зидови, срушен звоник, а звона већ деценију постављена на стубовима. Због трошног стања инжињери су препоручили крајем 1902. године да се храм сруши. За градњу нове цркве потребно је било најмање 20.000 к, а иконостас и звона могу још послужити. Како је та црквена општина имала мали почетни капитал од 3.661 к, била је принуђена да тражи помоћ од српства. Али било им је дозвољена акција само годину дана и то по Хрватској и Славонији. Упутили су јавни проглас априла 1903. године: председник црквене општине администратор, поп Гедеон Мамула, перовођа учитељ Ђоко Станојевић и тутори Никола Јаковац и Јован Буњевац.
У делу места званом "Шобатово село" радила је (1912) државна основна школа са српским наставним језиком.

## Становништво
По последњем попису из 2011. године село Мариндол имало је 95 становника.